# Alchemilla werneriana
Alchemilla werneriana é uma espécie de rosácea do gênero Alchemilla, pertencente à família Rosaceae.